# Химна Северне Македоније
Данас над Македонијом (мкд. Денес над Македонија) је национална химна Северне Македоније коју је написао Владо Малески, а компоновао Тодор Скаловски 1943. године. Она је била химна СР Македоније у СФРЈ. Када је Македонија постала независна држава, 1992. године Денес над Македонија је узета за химну.

## Стихови
| На македонском: Денес над Македонија се раѓа ново сонце на слободата! Македонците се борат за своите правдини! Македонците се борат за своите правдини! Одново сега знамето се вее на Крушевската република! Гоце Делчев, Питу Гули, Даме Груев, Сандански! Гоце Делчев, Питу Гули, Даме Груев, Сандански! Горите Македонски шумно пеат нови песни, нови весници! Македонија слободна, слободно живее! Македонија слободна, слободно живее! | Превод на српски: Данас над Македонијом се рађа ново сунце слободе! Македонци се боре за своја права! Македонци се боре за своја права! Поново сада застава се вије Крушевске републике! Гоце Делчев, Питу Гули, Даме Груев, Сандански. Гоце Делчев, Питу Гули, Даме Груев, Сандански. Македонске шуме шумно певају нове песме, нове новине! Македонија слободна, слободно живи! Македонија слободна, слободно живи! |